# Hemigrammus bleheri
Cá sóc đầu đỏ (tên khoa học Hemigrammus bleheri) là một loài cá thuộc họ Characidae. Loài này được tìm thấy trong lưu vực sông Amazon ở Brazil và Peru.

## Đặc điểm
Cá sóc đầu đỏ dài 5 cm. Chúng có cái tên như thế bởi đầu chúng có màu đỏ rực, trông rất đẹp mắt. Đuôi của chúng sọc đen trắng. Cá sóc đầu đỏ sống ở vùng nước có nhiệt độ từ 23-27 oC và độ pH từ 5,0-7,0. Chúng thường sống ở tầng giữa. Cá lên màu đẹp trong bể trồng cây thủy sinh có ánh sáng vừa, với một ít gỗ mục và lá cây khô phân hủy mô phỏng môi trường nước màu trà nhẹ và có tính axít ngoài tự nhiên. Nên thả nhóm từ 6 – 10 con. Cá thân thiện thích hợp nuôi chung với các loại cá hồ rong khác. Cá rất nhạy cảm và bị mất màu khi môi trường nước có tính kiềm, chất lượng nước thay đổi đột ngột hoặc không phù hợp.

## Thức ăn
Cá sóc đầu đỏ ăn trùn chỉ, bo bo... cũng như thức ăn viên.

## Sinh sản
Cá sóc đầu đỏ đẻ theo nhóm và đẻ trứng phân tán, trứng dính vào giá thể như cây thủy sinh. Cá bố mẹ có tập tính ăn trứng.